# Yoel García
Yoel García Luis  (* 25. listopadu 1973) je bývalý kubánský atlet, halový mistr světa v trojskoku z roku 1997.

## Kariéra
Na olympiádě v Sydney v roce 2000 získal stříbrnou medaili v soutěži trojskokanů. Těsně pod stupni vítězů – na čtvrtém místě – skončil na světových šampionátech v letech 1995 a 2001. V roce 1997 se stal v této disciplíně halovým mistrem světa. Jeho osobní rekord v trojskoku 17,47 metru pochází z roku 1995. V hale dosáhl v roce 1997 o 15 cm lepší výkon.